# Volni (Adiguèsia)
|  | Per a altres significats, vegeu «Volni». |

Volni - Вольный (rus) - és un khútor de la República d'Adiguèsia, a Rússia. Es troba a la vora esquerra del riu Ulka, a 20 km al nord de Tulski i a 11 km al nord-est de Maikop.
Pertany al municipi de Kràsnaia Ulka.